# Bâlciul deșertăciunilor
Vanity Fair - Bâlciul deșertăciunilor este un roman de dragoste și satiric scris de romancierul englez William Makepeace Thackeray, care urmărește viețile personajelor Becky Sharp și Emmy Sedley în mijlocul prietenilor și familiilor lor în timpul și după Războaiele Napoleoniene. După cum arată și titlul, volumul are ca temă vanitatea celor bogați și puternici. A fost publicat pentru prima dată sub forma unui foileton lunar de 19 volume din 1847 până în 1848, purtând subtitlul Pen and Pencil Sketches of English Society, reflectând satirizarea societății britanice la începutului secolului al XIX-lea, și conținând numeroasele ilustrații desenate de Thackeray pentru a însoți textul. A fost publicat ca un singur volum în 1848 cu subtitlul A Novel without a Hero   - Un roman fără erou, reflectând interesul lui Thackeray de a deconstrui convențiile epocii sale cu privire la eroismul literar. Este uneori considerat „fondatorul principal” al romanului domestic victorian.
Povestea este încadrată ca o piesă de păpuși, iar naratorul, deși are o voce autorială, este oarecum nesigur. Foiletonul a avut un succes atât popular cât și critic; iar romanul este acum considerat unul clasic și a inspirat mai multe adaptări audio, pentru film și de televiziune. În 2003, romanul a fost listat pe locul 122 în sondajul The Big Read al BBC al celor mai iubite cărți din Marea Britanie.

## Adaptări

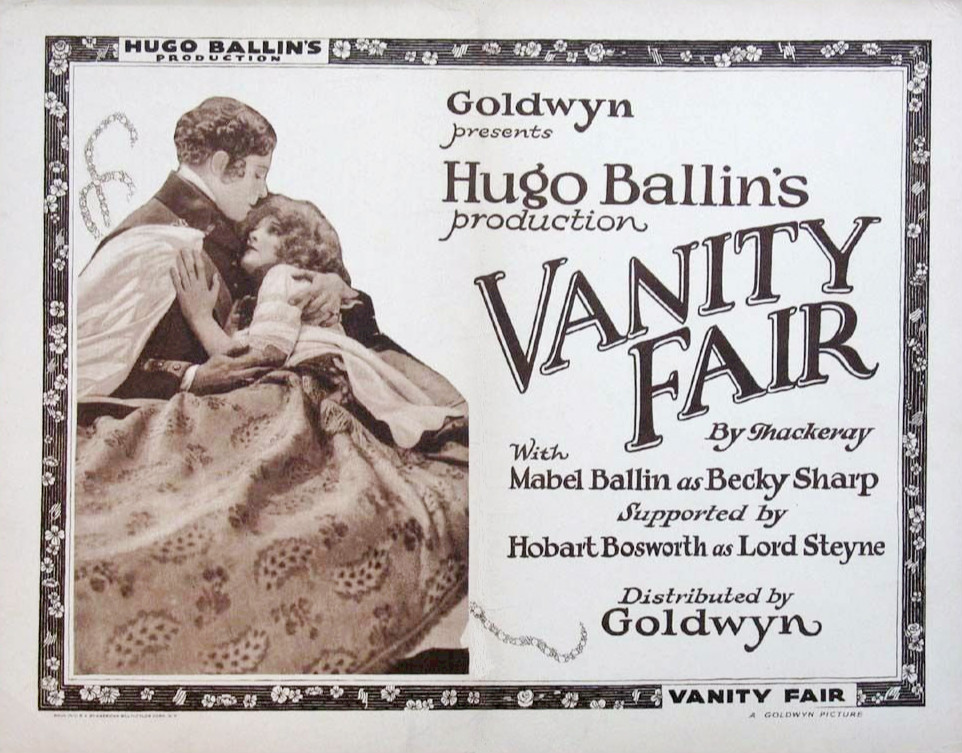
Cartea de lobby pentru Vanity Fair din 1923, un film pierdut în care Becky Sharp era soția regizorului

Cartea a inspirat o serie de adaptări: 

### Radio
- Vanity Fair (7 ianuarie 1940), seria CBS Radio Campbell Playhouse, găzduită de Orson Welles, a difuzat o adaptare de o oră cu Helen Hayes și Agnes Moorehead .
- Vanity Fair (6 decembrie 1947), serialul NBC Radio Povestea favorită, găzduit de Ronald Colman, a difuzat o adaptare de jumătate de oră cu Joan Lorring sub numele de "Becky Sharp" [4] [5]
- Vanity Fair (2004), BBC Radio 4 a difuzat o adaptare a romanului lui Stephen Wyatt, cu Emma Fielding în rolul lui Becky, Stephen Fry ca Narator, Katy Cavanagh ca Amelia, David Calder, Philip Fox, Jon Glover, Geoffrey Whitehead ca Mr. Osborne, Ian Masters ca Mr. Sedley, Alice Hart ca Maria Osborne și Margaret Tyzack în rolul domnișoarei Crawley; această adaptare a fost reluată ulterior pe BBC Radio 7 în 20 de episoade de cincisprezece minute
- Vanity Fair (2019), BBC Radio 4 a difuzat o adaptare în trei părți a romanului lui Jim Poyser cu material suplimentar de Al Murray (descendentul lui Thackeray, care are rolul lui Thackeray), [6] cu Ellie White ca Becky Sharp, Helen O'Hara ca Amelia Sedley, Blake Ritson ca Rawdon Crawley, Rupert Hill ca George Osborne și Graeme Hawley ca Dobbin.

### Filme mute
- Vanity Fair (1911), regia Charles Kent [7]
- Vanity Fair (1915), regia Charles Brabin
- Vanity Fair (1922), regia W. Courtney Rowden
- Vanity Fair (1923), regia Hugo Ballin

### Filmele sonore
- Vanity Fair (1932), regizat de Chester M. Franklin și în care joacă Myrna Loy, actualizând povestea pentru a face din Becky Sharp o guvernantă cu o ascensiune socială
- Becky Sharp (1935), cu Miriam Hopkins și Frances Dee, primul lungmetraj filmat în spectru complet Technicolor
- Vanity Fair (2004), regizat de Mira Nair și cu Reese Witherspoon în rolul lui Becky Sharp (rescris ca personaj simpatic) și Natasha Little, care jucase Becky Sharp în miniseria televizată anterioară a Vanity Fair, în rolul Lady Jane Sheepshanks

### Televiziune
- Vanity Fair (1956-57), serial BBC adaptat de Constance Cox în care joacă Joyce Redman
- Vanity Fair (1967), o miniserie BBC adaptată de Rex Tucker în care a jucat Susan Hampshire ca Becky Sharp, pentru care a primit un premiu Emmy în 1973. Această versiune a fost difuzată și în 1972, în SUA, la televiziunea PBS, ca parte a Masterpiece Theatre .
- Yarmarka tshcheslaviya (1976), o miniserie TV în două episoade regizată de Igor Ilyinsky și Mariette Myatt, pusă în scenă de Teatrul Academic de Stat din Moscova al URSS ru  [8]
- Vanity Fair (1987), o miniserie a BBC cu Eve Matheson cu Becky Sharp, Rebecca Saire ca Amelia Sedley, James Saxon ca Jos Sedley și Simon Dormandy ca Dobbin
- Vanity Fair (1998), o miniserie BBC cu Natasha Little ca Becky Sharp
- Vanity Fair (2018), o adaptare ITV și Amazon Studios în șapte părți, cu Olivia Cooke în rolul lui Becky Sharp, Tom Bateman - căpitan Rawdon Crawley și Michael Palin în rolul lui Thackeray. [9]

## Referințe

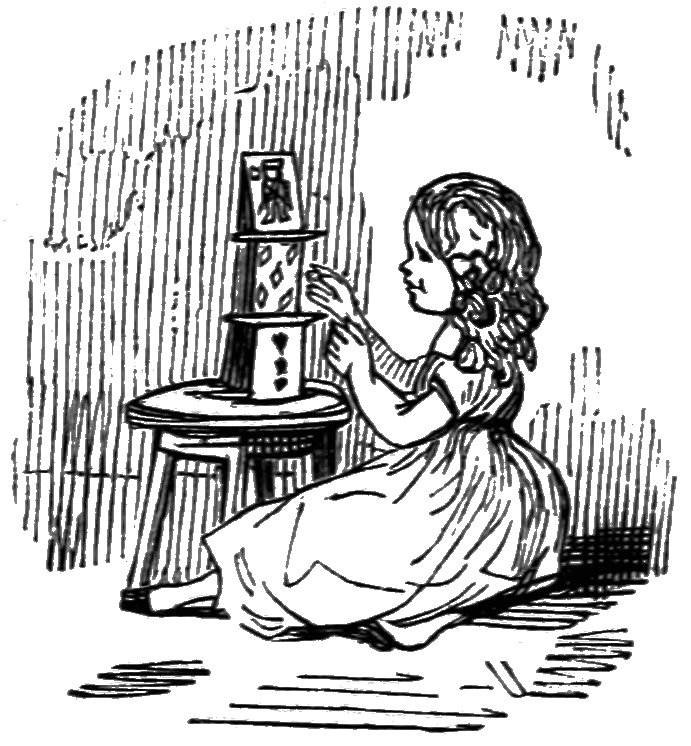
„Păpușa Becky” își construiește casa de cărți